# Nemesia annaba
Espèce
Nemesia annaba est une espèce d'araignées mygalomorphes de la famille des Nemesiidae.

## Distribution
Cette espèce est endémique d'Algérie. Elle se rencontre vers Annaba.

## Description
Le mâle holotype mesure 13,40 mm et la femelle paratype 23,90 mm.

## Étymologie
Son nom d'espèce lui a été donné en référence au lieu de sa découverte, Annaba.

## Publication originale
- Zonstein, 2019 : New data on the spider genus Nemesia in Algeria (Araneae: Nemesiidae). Israel Journal of Entomology, vol. 49, no 11, p. 69-130.